# 7756 Scientia
7756 Scientia eller 1990 FR1 är en asteroid i huvudbältet som upptäcktes den 27 mars 1990 av det amerikanska astronom paret Eugene M. och Carolyn S. Shoemaker vid Palomar-observatoriet. Den är uppkallad efter det latinska ordet Scientia vilket betyder Kunskap.
Asteroiden har en diameter på ungefär 16 kilometer.